# Lochkovien
Stratigraphie
Pridolien Praguien
Pridoli
Le Lochkovien est le premier étage du Dévonien inférieur dans l'ère Paléozoïque. Il s'étend de 419,2 ± 3,2 à 410,8 ± 2,8 millions d'années,.
Il marque le début du Dévonien, et est suivi par le Praguien. Il tire son nom du village de Lochkov, aujourd'hui un district de Prague en République tchèque.

## Histoire
Le Lochkovien est identifié en 1958, mais il est alors regardé comme la fin du Silurien. C'est en 1982, au cours du Congrès Géologique International de Montréal, qu'il est considéré comme le début du Devonien.

## Stratigraphie
| Système     | Série         | Étage       | Age (Ma)    |
| ----------- | ------------- | ----------- | ----------- |
| Carbonifère | Mississippien | Tournaisien | plus récent |
| Dévonien    | Supérieur     | Famennien   | 372,2–358,9 |
| Dévonien    | Supérieur     | Frasnien    | 382,7–372,2 |
| Dévonien    | Moyen         | Givétien    | 387,7–382,7 |
| Dévonien    | Moyen         | Eifélien    | 393,3–387,7 |
| Dévonien    | Inférieur     | Emsien      | 407,6–393,3 |
| Dévonien    | Inférieur     | Praguien    | 410,8–407,6 |
| Dévonien    | Inférieur     | Lochkovien  | 419,2–410,8 |
| Silurien    | Pridolien     |             | plus ancien |

Le point stratotypique mondial du Lochkovien, marquant la limite Silurien-Dévonien, se situe dans la coupe de Klonk, près du village de Suchomasty, à 35 km environ de Prague, en République tchèque. La base de l'étage correspond à la première apparition de l'espèce de graptolite Monograptus uniformis.